# Dichelacera cervicornis
Dichelacera cervicornis är en tvåvingeart som först beskrevs av Fabricius 1805.  Dichelacera cervicornis ingår i släktet Dichelacera och familjen bromsar. Inga underarter finns listade i Catalogue of Life.